# Carodnia
Carodnia es un género extinto de mamíferos placentarios del orden Xenungulata que vivieron durante el Paleoceno en Sudamérica. Era una especie más del clado extinto de meridiungulados. Vivió en el Eoceno temprano de Sudamérica y fue clasificado en el orden Xenungulata. Se han encontrado sus fósiles en Bacia de Itaboraí (Brasil) y en la Patagonia (Argentina).
Se ha relacionado con el orden Pyrotheria, donde algunos estudiosos colocaban a Carodnia, pero esta suposición  se contradice con el hallazgo del nuevo xenungulado, Notoetayoa gargantuai[cita requerida]. Carodnia medía unos 2,20 m de longitud y pesaba unos 170 kg[cita requerida] t. Era un animal herbívoro[cita requerida]. Era de cuerpo bajo y tenía unos característicos colmillos. Era bastante más grande que sus contemporáneos, siendo unas diez veces más grandes que otros herbívoros hallados en su hábitat, se supone que su mayor tamaño le servía de protección y para ocupar una posición privilegiada.[cita requerida]
Debido a convergencia evolutiva al ocupar su mismo nicho ecológico era también muy similar al pantodonto Coryphodon, a los dinoceratos Prodinoceras y Probathyopsis de América del Norte con los que no estaba emparentado.[cita requerida]

## Descripción
Simpson señaló que Carodnia se parecía al primitivo unitaterio Probathyopsis[cita requerida]. Aunque Paula Couto también hizo esta comparación, él situó a Carodnia en el nuevo orden Xenungulata[cita requerida].Gingerich, 1985 concluyó que Probathyopsis compartía varias características dentales con Carodnia, pero en este último la dentición anterior es más reducida, el segundo premolar inferior y los premolares superiores eran agrandados y en punta, y que el primer y segundo molares eran más lofodontes.  Gingerich pensó que las diferencias podrían justificar una familia separada para Carodnia pero propuso que esta debería incluir a Probathyopsis.Cifelli, 1883 agrupó a Carodnia con los Pyrotheria pero más tarde concluyó que era un error.
Carodnia se caracteriza por presentar bilofodoncia, en el primer y segundo molares y lofos más complejos en el tercer molar, lo que sugiere posibles afinidades con los piroterios, uintaterios, e incluso los arctociónidos. Los huesos del pie son más cortos y robustos y los dígitos terminan en huesos unguales anchos y aplanados, similares a pezuñas sin fisuras, a diferencia de cualquier otro meridiungulado conocido.
C. feruglioi y C. cabrerai (de la SALMA Riochiquense de la Patagonia) solo son conocidos por unos cuantos restos dentales. C. vieirai (de la SALMA Itaboraiense de Itaborai) es conocido de restos mucho más completos que incluyen dientes y huesos craneales y postcraneales incluyendo una mandíbula casi completa, varias vértebras, y varios huesos parciales de las patas.
Cuando Simpson, 1935 describió inicialmente a Carodnia y a Ctalecarodnia, el primero fue conocido solo a partir de un molar izquierdo el cual no estaba presente en el último, lo que hacía muy dificultosa la comparación.Paula Couto, 1952, basándose en restos considerablemente más completos, concluyó que los molares y premolares de ambos eran indistinguibles y por lo tanto reducían a Ctalecarodnia a ser un sinónimo más moderno. Paula Couto también señaló que la dentición de C. cabrerai y C. feruglioi son similares excepto por el tamaño, y que C. feruglioi puede ser un juvenile de C. cabrerai, pero aun así mantuvo su estatus como especies distintas.